# 7. SS-Freiwilligen-Gebirgs-Division Prinz Eugen
7. SS-Freiwilligen-Gebirgs-Division Prinz Eugen var en tysk Waffen-SS division som utgjordes av rekryter från Volksdeutsche (folktyskar) från Serbien, Kroatien, Rumänien och Ungern. Divisionen användes för att bekämpa partisanerna i Jugoslavien. Divisionen, precis som övriga SS-divisioner, begick mycket grova förbrytelser och massmord.

## Historia
Namnet Prinz Eugen kommer från 1700-talshärföraren Eugen av Savojen, som bland annat är känd för att ha reformerat militären i Österrike. Divisionens historia börjar i mars 1942 när det beslutades att en frivillig bergsjägardivision bestående av Volksdeutsche skulle bildas. Divisionens stomme hämtades från de två existerande kroatiska förbanden SS-Selbstschutz (ett slags lokalt SS-hemvärn) och Einsatz-Staffel Prinz Eugen. Den organisatoriska styrkan på divisionen skulle vara 21 500 man, en styrka som inte riktigt uppnåddes, men divisionen hade ändå hela tiden runt 20 000 man. Bristen på utrustning gjorde att Prinz Eugen utrustades med erövrad utrustning, exempelvis tjeckoslovakiska kulsprutor och franska stridsvagnar.
Prinz Eugen var redan från början avsedd för antipartisanstrider på Balkan, och fick sitt elddop i oktober 1942, nära gränsen mellan Serbien och Montenegro i bergen öster om Ibarfloden. Därefter förflyttades divisionen till Zagreb–Karlovac-området och deltog i Operation Vit tillsammans med andra tyska enheter. Operation Vit var en av de stora operationerna med målet att krossa Titos partisanrörelse. Operationen misslyckades och Prinz Eugen kom att hamna i många fler strider med partisanerna.
Sommaren 1943 förflyttades divisionen till Italien för att avväpna italienska förband efter Italiens sidbyte i kriget. I januari 1944 förflyttades de till Split för återhämtning, men återgick till partisanstriderna i mars samma år.
På östfronten närmade sig de sovjetiska styrkorna Tyskland. I augusti förflyttades därför Prinz Eugen till Bulgarien. I september förflyttades de söderut till Makedonien för att tillsammans med andra enheter i Waffen-SS hålla ett brohuvud för att rädda 350 000 tyska soldater stationerade i Grekland undan en sovjetisk inringning. Därefter deltog divisionen i flera uppehållsstrider för att skydda reträtten.
Under 1945 slogs divisionen omväxlande mot Titos partisaner och de sovjetiska styrkorna tills de slutligen vid Tysklands kapitulation lade ner sina vapen i Slovenien och överlämnades till den jugoslaviska regeringen.
Under kriget begick divisionen otaliga massakrer, illdåd och förbrytelser. Under Nürnbergrättegångarna sades det bland annat i morgonsessionerna den 6 augusti 1946 att "division Prinz-Eugen är känd för dess grymhet" och vidare (om aktioner i byar och städer i Jugoslavien) att "var den än passerade så lämnade den efter sig eld och förödelse, och lik från kvinnor, barn, män ihjälbrända i husen".

## Befälhavare
- SS-Obergruppenführer Arthur Phleps (30 januari 1942 – 15 maj 1943)
- SS-Brigadeführer Karl von Oberkamp (15 maj 1943 – 30 januari 1944)
- SS-Brigadeführer Otto Kumm (30 januari 1944 – 20 januari 1945)
- SS-Brigadeführer August Schmidthuber (20 januari 1945 – 8 maj 1945)

## Numerär styrka
- December 1942 – 19 835 man
- December 1943 – 21 120 man
- Juni 1944 –  18 835 man
- December 1944 – 20 000 man